# Команда Z
«Команда Z» (англ. Command Z) — научно-фантастический комедийный мини-сериал американского режиссёра Стивена Содерберга. Главные роли в нём сыграли Майкл Сера, Рой Вуд-младший и Хлоя Рэдклифф. Премьера состоялась 17 июля 2023 года.

## Сюжет
Главные герои фильма — три путешественника во времени, которые прибывают в прошлое, в 2023 год, чтобы предотвратить случившуюся в дальнейшем катастрофу.

## В ролях
- Майкл Сера
- Рой Вуд-младший
- Хлоя Рэдклифф

## Релиз и восприятие
Сериал появился 17 июля 2023 года на сайте Extension 765, принадлежащем кинокомпании Содерберга.